# Real Brasília Futebol Clube
O Real Brasília Futebol Clube é um clube de futebol brasileiro, sediado em Brasília, no Distrito Federal. Foi fundado em 22 de fevereiro de 1996 com o nome Esporte Clube Dom Pedro II e tinha como sede em Guará, mas teve seu nome alterado para Esporte Clube Dom Pedro Bandeirante no começo de 2009, após estabelecer-se em Vila Planalto, nome do clube até 01 de Novembro de 2016, quando mudou de nome para Real Futebol Clube. 
Em 2020, o clube mudou seu nome para Real Brasília.

## História

### Dom Pedro II
Fundado em 22 de fevereiro de 1996, com sede em Guará, o Dom Pedro II era conhecido como o Time do Bombeiros, por ter sido criado por membros do Corpo de Bombeiros do Distrito Federal. Em 2009, o clube estabeleceu endereço fixo em Núcleo Bandeirante e passou a mandar seus jogos no estádio da Metropolitana. Em toda a história conquistou o Campeonato Candango da Segunda Divisão de 2002 e 2016. Além disso, representou o DF na Série C em três oportunidades (1999, 2000 e 2008) e na Copa do Brasil nos anos de 2000 e 2009.
Era conhecido como Time dos Bombeiros por ter sido fundado por membros do Corpo de Bombeiros Militar do Distrito Federal. Mandava seus jogos no Estádio da Metropolitana, e suas cores eram o vermelho e o branco.
Tinha como mascote uma fênix, presente inclusive no seu escudo.

### Real Brasília
Em 01 de Novembro de 2016, foi anunciado a troca de nome de Dom Pedro Bandeirante para Real Futebol Clube. Sua primeira competição sob o novo nome foi o Campeonato Brasiliense de 2017, terminando na sétima colocação.
Em 2018, o clube disputa a competição novamente, terminando em sexto. Em 2019 o clube consegue uma de suas melhores colocações até então, sendo eliminado nas semifinais pelo Gama.
Sob a liderança de Luís Felipe Belmonte, o ano de 2020 é um ano marcante para equipe. Durante a preparação para o Campeonato Brasiliense de 2020, o Real mais uma vez muda de nome e adota o nome de Real Brasília Futebol Clube. O clube investiu pesado em elenco infraestrutura e passou a mandar os seus jogos no Estádio do Defelê. A ideia do Belmonte é competir de igual para igual com Gama e Brasiliense.

Em 2023 o Real Brasília foi campeão candango após derrotar o Brasiliense nos pênaltis por 2 a 1.

## Estrutura

### Estádios
| Nome          | Localização        | Anos de Uso   |
| ------------- | ------------------ | ------------- |
| Metropolitana | Núcleo Bandeirante | 1996–2016     |
| Defelê        | Brasília           | 2020–presente |

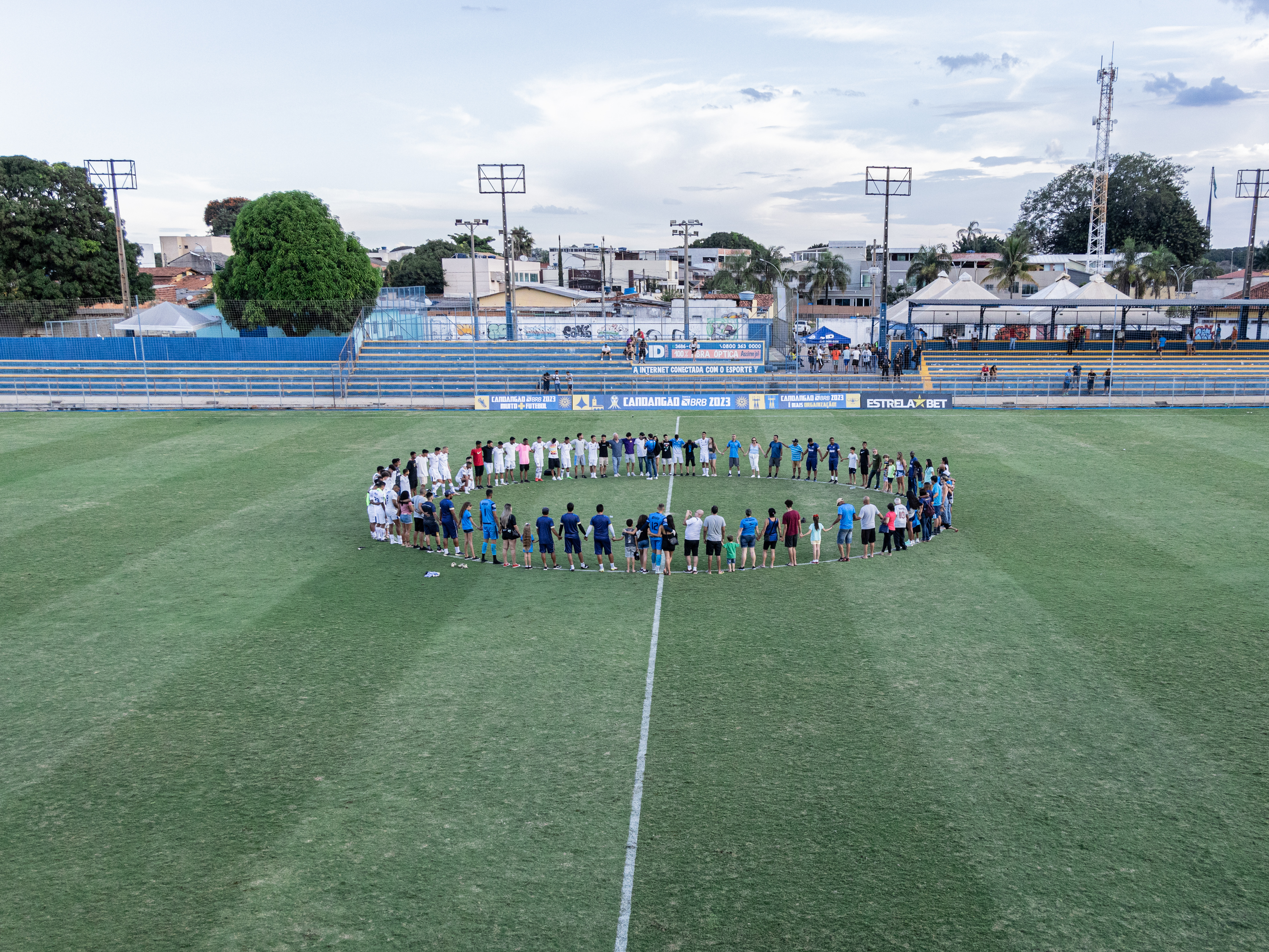
Estádio do Defelê

Durante os anos em que se chamava Dom Pedro II, o clube mandava os seus jogos no Estádio Vasco Viana de Andrade, em Núcleo Bandeirante.[carece de fontes?]
Em 2020, o clube reformou o Estádio Ciro Machado do Espírito Santo, mais conhecido como Defelê. Antes da inauguração ocorreram treinos do Real Brasília e do Athlético Paranaense, esse em preparação para enfrentar o Flamengo pela Supercopa do Brasil de 2020 que ocorrerá em Brasília no Estádio Mané Garrincha. No dia 1º de março de 2020, o Real Brasília foi derrotado pelo Brasiliense por 1x0, Zé Love marcou o gol da vitória do time amarelo e, consequentemente, o primeiro gol após a reforma do estádio.

## Títulos

### Profissional
| DISTRITAIS | DISTRITAIS                          | DISTRITAIS | DISTRITAIS  |
|            | Competição                          | Títulos    | Ano         |
| ---------- | ----------------------------------- | ---------- | ----------- |
|            | Campeonato Brasiliense              | 1          | 2023        |
|            | Campeonato Brasiliense - 2ª Divisão | 2          | 2002 e 2016 |

#### Campanhas de destaque
- Vice-Campeonato Brasiliense: 1999 e 2008

- Vice Campeonato Brasiliense - 2ª Divisão: 1960

### Categorias de base
| DISTRITAIS | DISTRITAIS                         | DISTRITAIS | DISTRITAIS  |
|            | Competição                         | Títulos    | Ano         |
| ---------- | ---------------------------------- | ---------- | ----------- |
|            | Campeonato Brasiliense de Juniores | 2          | 2017 e 2021 |

### Futebol Feminino
| DISTRITAIS | DISTRITAIS                                 | DISTRITAIS | DISTRITAIS              |
|            | Competição                                 | Títulos    | Ano                     |
| ---------- | ------------------------------------------ | ---------- | ----------------------- |
|            | Campeonato Brasiliense de Futebol Feminino | 4          | 2019, 2020, 2021 e 2022 |

## Estatísticas
Participações
|  | Participações em 2025 |

| Competição                | Competição               | Temporadas | Melhor campanha            | Estreia | Última | P | R |
| Distrito Federal (Brasil) | Campeonato Brasiliense   | 23         | Campeão (2023)             | 1996    | 2025   |   | 2 |
| Distrito Federal (Brasil) | Brasiliense - 2ª Divisão | 6          | Campeão (2002 e 2016)      | 2001    | 2022   | 3 | – |
|                           | Copa Verde               | 1          | 1ª fase (2024)             | 2024    | 2024   |   |   |
| Brasil                    | Série C                  | 3          | 21º colocado (2000)        | 1999    | 2008   | – | – |
| Brasil                    | Série D                  | 1          | 59º colocado (2024)        | 2024    | 2024   | – | – |
| Brasil                    | Copa do Brasil           | 4          | Segunda fase (2000 e 2024) | 2000    | 2024   |   |   |
| Brasil                    | Feminino Série A1        | 5          | 5º colocado (2022)         | 2021    | 2025   |   | – |
| Brasil                    | Feminino Série A2        | 1          | Semifinal (2020)           | 2020    | 2020   | 1 | – |
| Brasil                    | Supercopa Feminina       | 3          | Semifinal (2022 e 2023)    | 2022    | 2024   |   |   |